# Jison-in
Jison-in (慈尊院?) è un tempio buddhista, ubicato nella città di Kudoyama, inizio della via di pellegrinaggio di Monte Kōya. É parte dei "Siti sacri e vie di pellegrinaggio nella catena montuosa di Kii, patrimonio dell'umanità dell'UNESCO.

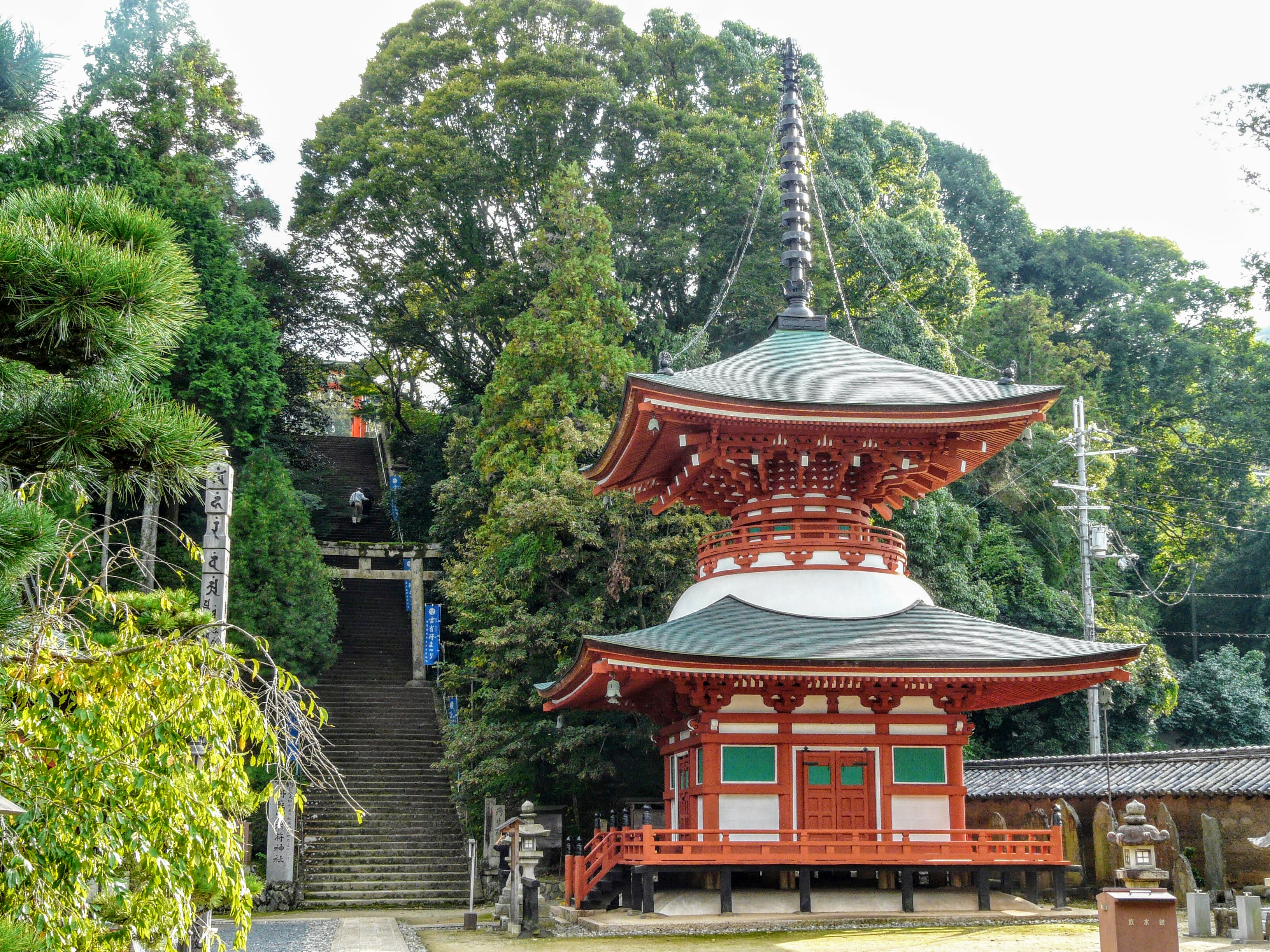
Tahō- tō di Jison-in, fu ricostruito nel 1624

Il complesso di Monte Kōya comprende:
- Kongōbu-ji, costruito da Kūkai nell'816 come palcoscenico principale del buddismo esoterico su un bacino di montagna alto 800 m.
- Jison-in, costruito come ufficio amministrativo per facilitare la costruzione e la gestione del Kongobu-ji
- Santuario Niukanshōfu, costruito come santuario custode per proteggere la tenuta Niukanshofu di Kongobu-ji
- Santuario Niutsuhime, situato nel bacino dell'Amano tra Kongobu-ji e Jison-in. Strettamente legato al monte Kōya, custodisce le reliquie di Koya Myōjin che, secondo la leggenda, diede la terra a Kūkai quando scelse Kongobu-ji, e Niu Myōjin, che lo guidò, e tutti sono collegati dal percorso di pellegrinaggio Koyasan Choishimichi.